# 싸움의 기술 2
싸움의 기술 2는 대한민국에서 개봉한 김희성 감독의 2020년 액션 영화이다. 윤경호 등이 주연으로 출연하였다.

## 출연
주연
- 윤경호 - 건우 역
- 사우 - 상구 역
- 오우진 - 호석 역

조연
- 류권하 - 대호 역
- 오경원 - 진태 역
- 문유성 - 덕수 역
- 한영광 - 건우 코치 역
- 윤송아 - 건우 이모 역

단역
- 김소윤 - 윤희수 역
- 남찬규 - 대진북고 일진 역